# Wyndham Halswelle
Wyndham Halswelle, född 30 maj 1882 i London, död 31 mars 1915 i Neuve-Chapelle i Frankrike, var en brittisk friidrottare.
Halswelle blev olympisk mästare på 400 meter vid sommarspelen 1908 i London. Han vann finalen utan motståndare. Vid första försöket blev John Carpenter från USA diskvalificerad. Två andra idrottare från USA vägrade att delta i andra försöket.